# 金平成園
金平成園（かねひらなりえん）とは、青森県黒石市にある日本庭園。別名「澤成園（さわなりえん）」。津軽で盛んであった大石武学流の造園を代表する庭園である。国の名勝。

## 歴史
津軽地方の政治家・実業家であった加藤宇兵衛が、凶作に苦しむ農民に仕事を与えるために作庭を依頼。求めに応じ、1892年（明治25年）に武学流3代目高橋亭山が作庭に着手した。しかし、その時既に80歳を迎えていた亭山は庭園の完成を待たずに死去したため、弟子の4代目小幡亭樹、5代目池田亭月らが後を継ぎ、1902年（明治35年）に完成させた。
2006年に国の名勝に指定され、同年から当時の所有者(個人)によって保存修復工事を実施。工事が完了した2015年春から公開を始めた。
2019年11月、それまでの所有者が庭園を黒石市に無償譲渡した。

## 名称の由来
庭園の名称は、「万民に金が行きわたり、平和な世の中になるように」という宇兵衛の願いから、「金平成園」と名付けられた。加藤家が1897年（明治30年）頃まで営んでいた酒造業の屋号「澤屋成之助」から、「澤成園」とも呼ばれている。